# أسماء بنت عميس
أسماء بنت عميس الخثعمية صحابية كانت زوجة لجعفر بن أبي طالب ثم لأبي بكر الصديق ثم لعلي بن أبي طالب. هاجرت أسماء للحبشة ثم إلى يثرب، لذا فتُكنّى «صاحبة الهجرتين».

## نسبها
اسمها أسماء بنت عميس بن معد بن الحارث بن تيم بن كعب بن مالك بن قحافة بن عامر بن ربيعة بن عامر بن معاوية بن زيد بن مالك بن بشر بن وهب الله بن شهران بن عفرس بن خلف بن خثعم بن أنمار، وتكنى بأم عبد الله. وأمها هند بنت عوف بن زهير بن الحارث، وأختها لأبيها وأمها سلمى بنت عميس زوجة حمزة بن عبد المطلب، وإخواتها لأمها أم المؤمنين ميمونة بنت الحارث وأم المؤمنين زينب بنت خزيمة ولبابة الكبرى بنت الحارث زوجة العباس بن عبد المطلب.

## سيرتها
أسلمت أسماء بنت عميس قبل دخول النبي محمد دار الأرقم ، وهاجرت إلى الحبشة مع زوجها جعفر بن أبي طالب وهي عروس فولدت له في الحبشة عبد الله وعون ومحمد، وعادت إلى يثرب سنة 7 هـ مع زوجها وأبنائها ، فلما قتل بمؤتة سنة 8 هـ، بعد ذلك تزوجها أبو بكر الصديق بعد وفاة زوجته أم رومان، فولدت له محمد ، توفي أبو بكر عنها سنة 13 هـ، وأوصى بأن تُغسّله أسماء. ثم تزوجها علي بن أبي طالب فولدت له يحيى  ، وعون ، وفي رواية: ومحمد، وظلت معه حتى وفاته.
وقد روت أسماء بنت عميس عن النبي بعض الأحاديث، وروى عنها ابنها عبد الله بن جعفر وابن أختها عبد الله بن شداد وسعيد بن المسيب وعروة بن الزبير والشعبي والقاسم بن محمد بن أبي بكر.
وعند الشيعة روت حديث المنزلة، وحديث رد الشمس.
توفيت أسماء سنة 38 هـ، وقيل: بعد سنة 60 هـ.